# Coppa Italia di Serie A2 2005-2006 (calcio a 5)
La Coppa Italia di serie A2 2005-2006, giunta alla sua settima edizione si è svolta a Bisceglie (BA), presso il PalaDolmen dal 2 marzo al 4 marzo 2006. Le squadre qualificate per la Final Eight di Coppa, al termine del girone d'andata (ovvero le prime quattro classificate) sono: per il Girone A: Real Dayco Torino, Romagna Iniziative Cesena, Cornedo e Reggiana. Nel raggruppamento B: Futsal Vesevo, Torrino, Cinecittà e Bisceglie. A vincere la Coppa è stata la formazione romagnola del Cesena.

## Tabellone
|  | Quarti di finale | Quarti di finale | Quarti di finale |           |             | Semifinali  | Semifinali | Semifinali |  |  | Finale | Finale | Finale |  |
|  |                  |                  |                  |           |             |             |            |            |  |  |        |        |        |  |
|  | Real Cesana      | Real Cesana      | 2                |           |             |             |            |            |  |  |        |        |        |  |
|  | Real Cesana      | Real Cesana      | 2                |           |             |             |            |            |  |  |        |        |        |  |
|  | Napoli Vesevo    | Napoli Vesevo    | 1                |           |             |             |            |            |  |  |        |        |        |  |
|  | Napoli Vesevo    | Napoli Vesevo    | 1                |           | Real Cesana | Real Cesana | 0          |            |  |  |        |        |        |  |
|  |                  |                  |                  |           | Real Cesana | Real Cesana | 0          |            |  |  |        |        |        |  |
|  |                  |                  | Cesena           | Cesena    | 4           |             |            |            |  |  |        |        |        |  |
|  | Torrino          | Torrino          | Cesena           | Cesena    | 4           | 4           |            |            |  |  |        |        |        |  |
|  | Torrino          | Torrino          |                  |           |             |             |            |            |  |  |        |        |        |  |
|  | Cesena           | Cesena           | 7                |           |             |             |            |            |  |  |        |        |        |  |
|  | Cesena           | Cesena           | 7                |           | Cesena      | Cesena      | 5          |            |  |  |        |        |        |  |
|  |                  |                  |                  |           |             |             |            |            |  |  |        |        |        |  |
|  |                  |                  | Cinecittà        | Cinecittà | 4           |             |            |            |  |  |        |        |        |  |
|  | Cornedo          | Cornedo          | Cinecittà        | Cinecittà | 4           | 5           |            |            |  |  |        |        |        |  |
|  | Cornedo          | Cornedo          |                  |           |             |             |            |            |  |  |        |        |        |  |
|  | Cinecittà        | Cinecittà        | 7                |           |             |             |            |            |  |  |        |        |        |  |
|  | Cinecittà        | Cinecittà        | 7                |           | Cinecittà   | Cinecittà   | 1(4)       |            |  |  |        |        |        |  |
|  |                  |                  |                  |           | Cinecittà   | Cinecittà   | 1(4)       |            |  |  |        |        |        |  |
|  |                  |                  | Bisceglie        | Bisceglie | 1(3)        |             |            |            |  |  |        |        |        |  |
|  | Bisceglie        | Bisceglie        | Bisceglie        | Bisceglie | 1(3)        | 6           |            |            |  |  |        |        |        |  |
|  | Bisceglie        | Bisceglie        |                  |           |             |             |            |            |  |  |        |        |        |  |
|  | Reggiana         | Reggiana         | 3                |           |             |             |            |            |  |  |        |        |        |  |

## Risultati

### Quarti di finale
| Arbitri: | Prisco (Frosinone) Gisondi (Molfetta) |

|                                       |           |                 |
| Cucinotta 17'12’’ D'Aquino 34’ (aut.) | Marcatori | 24'38’’ Campano |

| Arbitri: | Trinchese (Nola) Gargano (Bari) |

|                                          |           |                                                                                          |
| Canal 7'40'’ Tieppo 11’, 12’ Lamanna 21’ | Marcatori | 9'40'’, 25'20'’ Salomão 13'30'’ Cavasin 19'40'’, 37’ Scandolara 33’ Antonazzi 39’ Planas |

| Arbitri: | De Felice (Molfetta) De Francesco (Bari) |

|                                                                    |           | |
| Puhl 8’, 27’ Moro 18'35’’ Rubei 26'56’’, 30'49’’ Bolognese 39'20’’ | Marcatori | 9'02’’ A. Rossa 20'41’’ Ariati 23’ (aut.) R. Daga 24'12’’, 31'16’’, 45'50’ (t.l.), 49'30’’ R. Daga |

| Arbitri: | Iacobone (Roma) Masciullo (Bari) |

|                                                                                |           |                                           |
| Lunardi 6'15’’ Fornari 11'38’’, 32'59’’ Simon 26'22’’, 30'51’’ Gemelli 34'58’’ | Marcatori | 19'02’’, 37'40’’, 37'55’’ (t.l.) Viapiana |

### Semifinali
| Arbitri: | Cugliando (Reggio Calabria) Mennuini (Barletta) |

|  |           |                                                    |
|  | Marcatori | 21'34’’, 23'56’’, 39'56’’ Zancanaro 36'28’ R. Daga |

| Arbitri: | Liga (Palermo) De Varti (Foggia) |

|                                             |                      |                                    |
| Cipolla 8’                                  | Marcatori            | 8'15’’ Ricco                       |
| Planas Antonazzi Scandolara Cipolla Salomao | Tiri di rigore 3 – 2 | Lunari Simon Diego Fornari Gemelli |

### Finale
| Arbitri: | Matteo Albarello (Aosta) Damiano Calaprice (Bari) |

| |            | |
| Cavalli 16'25’’, 38'56’’ T. Daga 6'36’’ R. Daga 34'40’’ Zancanaro 38'16’’ | Marcatori  | 34'52’’ Cipolla 35'22’’, 37'53’’ Scandolara 39'07’’ (t.l.) Franzoi |
| · Sandro Carnevale · Joel Ariati · Márcio Zancanaro · Ricardo Moro · Victor Hugo Caetano · Tiago Daga · Almir Rossa · João Slongo · Ronaldo Daga · Alexandre Cavalli · Eduardo Lini · Miguel Weber | Formazioni | · Marco Ripesi · Rafael Teixeira · Daverson Franzoi · Leleco · Adriano Salomão · Leandro Planas · Mirko Antonazzi · Simone De Bella · Cristiano Scandolara · Riccardo Ianiri · Richard Cipolla · Guilherme Kuromoto |
| Luigi Pagana | Allenatori | Remo Arnaudi |